# حاکم ون چین
حاکم ون از چین (به چینی: 秦文公؛ مرگ ۷۱۶ پ. م)؛ فرمانروای ایالت چین در دودمان ژو از ۷۶۵ پ. م تا ۷۱۶ پ. م بود. ایالت چین در آینده همه کشور چین را یکپارچه ساخت و تبدیل به دودمان چین شد. نام اجدادی او یینگ (嬴) و حاکم ون نام پسامرگ او بود.

## زندگی

### سطلنت
حاکم ون جانشین پدرش حاکم شیانگ چین شد، که در سال ۷۶۶ پ. م در حالی که در جنگ با چوآنرونگ در چیشان بود درگذشت. او پایتخت چین را از چیان (汧، در شهرستان لونگ، شاآنشی امروزی) به چوانچیو (犬丘، که شیچوی نیز نامیده می‌شد، در شهرستان لی، گانسو امروزی)  برگرداند، اما در سال ۷۶۲ پ. م، پایتخت را دوباره به تلاقی رودخانه های کیان و وی منتقل کرد. 
در سال ۷۵۳ پ. م حاکم ون دفتر تاریخ‌نگاری را برای ثبت تاریخ رسمی چین تأسیس کرد. در ۷۵۰ پ. م او قبایل رونگ را که سرزمین سابق ژو را اشغال کرده بودند شکست داد. او قلمرو شرق چیشان را به ژو برگرداند و بقیه را برای چین نگه داشت زیرا پادشاه پینگ ژو به پدر حاکم ون، حاکم شیانگ قول داده بود که اگر بتوانند مردم رونگ را بیرون کنند، چین می تواند سرزمین غرب چیشان را حفظ کند. قلمرو چین بسیار گسترش یافت.

### جانشینی
حاکم ون به مدت ۵۰ سال سلطنت کرد. پسرش، ولیعهد، قبل از او در سال ۷۱۸ پ. م درگذشت و پس از مرگش لقب حاکم جینگ (秦竫公) به او داده شد. حاکم ون در سال ۷۱۶ پ. م درگذشت و نوه اش حاکم شیان چین جانشین او شد.